# Brasão de armas do Chade
O brasão de armas do Chade foi adoptado em 1970. O centro do escudo é um campo listrado de or e azure. O brasão é sustentado por duas figuras: uma cabra e um leão. O escudo está encimado por uma figura de gules que representa o sol. Na parte inferior do escudo aparecem a Ordem Nacional do Chade, a condecoração máis importante do país e, escrito em uma faixa, o lema nacional: “Unité, Travail, Progrès” (União, Trabalho, Progresso).
O sol de gules simboliza o início de um novo tempo para o país. A cabra representa a zona norte do país e o leão o sul. O esmalte (cor) azure (azul) simboliza a água do Lago Chade.